# The Room (2019)
The Room is een Frans-Belgisch-Luxemburgse psychologische thriller uit 2019 onder regie van Christian Volckman, met in de hoofdrollen Olga Kurylenko en Kevin Janssens.

## Verhaal
Matt en Kate, een jong stel, verhuizen naar een afgelegen huis in Upstate New York. Tijdens de renovatie ontdekken ze een verborgen kamer die op mysterieuze wijze elke wens vervult die erin gedaan wordt.
Terwijl ze beginnen te experimenteren met de krachten van de kamer, zeggen ze hun baan op en gebruiken de kamer om al hun materiële verlangens te vervullen. Ze beseffen echter al snel dat de voorwerpen die in de kamer zijn gemaakt geen echte waarde hebben en niet buiten het huis kunnen bestaan. Zodra zo'n voorwerp het huis verlaat veroudert het snel tot stof. De problemen beginnen pas echt wanneer Kate, die nog steeds rouwt om twee eerdere miskramen, een baby wenst.

## Rolverdeling
| Acteur          | Personage      |
| --------------- | -------------- |
| Olga Kurylenko  | Kate           |
| Kevin Janssens  | Matt           |
| Joshua Wilson   | Shane (kind)   |
| John Flanders   | John Doe       |
| Francis Chapman | Shane (tiener) |
| Vince Drews     | Chet           |
| Marianne Bourg  | Suzanne        |
| Oscar Lesage    | Henry          |
| Carole Weyers   | Mrs. Schaeffer |
| Michaël Kahya   | Mr. Schaeffer  |

## Release en ontvangst
The Room ging in première op het Brussels International Festival of Fantastic Film op 15 april 2019. De film werd daarna nog op diverse andere filmfestivals vertoond, waaronder Sitges (Spanje) en Oostende. In België werd de film in de bioscoopzalen uitgebracht op 6 november 2019.
De film ontving uiteenlopende recensies: critici prezen het centrale concept en de visuele uitwerking, maar waren minder te spreken over de uitwerking van het verhaal en de personages. Op Rotten Tomatoes behaalde de film een score van 69% (13 recensies).